# Ur glömskan
Ur glömskan är en bok med texter hämtade från Hjalmar Söderbergs samlade litterära produktion med Tom Söderberg som redaktör. Den utgör del nio i Samlade verk och innehåller både noveller och kåserier. Boken är utgiven 1943 på Albert Bonniers Förlag.

## Innehåll

### Första skisser
- Högsommar (1889)
- Mulet, järnvägsskiss (1889)
- I hamn (1891)
- Från havet, några Visbystämningar (1891)
- Kanalfärd (1891)
- Oktoberskymning (1891)
- Novemberdag (1892)

### Från exilen
- Vår stad, några flyktiga intryck, Nyaste Kristianstadsbladet (december 1891).[2]
- Sol över snö [kåseri], Nyaste Kristianstadsbladet (december 1891).[2][3]
- I kaféet, [kåseri], Nyaste Kristianstadsbladet (december 1891).[2][4]
- Skånsk jul, [kåseri], Nyaste Kristianstadsbladet (december 1891).[2][5]
- Ett par blad ur en gammal dagbok, Ord och Bild (1911).[6]

### Stockholmskrönikören
- Första maj (1897)
- Turistströmmen (1897)
- Det nyaste Stockholm (1897)
- Tuppy i konsthallen (1897)
- Kungen på Skansen (1897)
- Bland publicister och syndare (1897)
- Kvinnan i det tjugonde århundradet (1897)
- Chulalongkorn (1897)
- Requiescat in pace (1897)
- Aforismer om pengar (1897)
- Aforismer om ordnar (1897)
- Ett enkätsvar om ordensväsendet (1915)
- Stockholm klockan åtta på kvällen (1905)

### Minnesbilder
- Hur jag drömde i 17-årsåldern att min framtid skulle gestalta sig (1917)
- Junikväll, en idyll från gatan (1892)
- Septemberskymning (1892)
- Gamla mormor (1893)
- Vårdröm (1893)
- Ett brev och en dikt (1911)
- Brev till Gustaf Collijn (1928)
- En desillusion (1898)
- Från Tullen till Dagens Nyheter (1914)

### Historietter
- Generalkonsulsfröet, Julhelsning (1904).[7]
- Majnatt, Idun (1906).[8]
- Det rika hjärtat, en historiett i sex bref, Hvar 8 Dag (januari 1912).[6]
- Kyrkogårdsarabesk, ingår i Resan till Rom (1929).[9]

### Ett par porträtt
- Två kvällar med Strindberg (1915)
- Georg Brandes (1922)
- Oscar Levertin (1900)
- Ett par skuggminnen (1919)
- August Lindberg (1916)
- Edvard Blaumüller (1911)
- Melechsala (1910)

### Teater
- Shakespeare, Köpmannen i Venedig (1904)
- Det danska gästspelet (1904)
- C. Kraatz - von Schlicht, Kärleksmanöver (1904)
- Molière, Tartuffe (1918)
- Strindberg, Mäster Olof på Det Kongelige (1920)
- Karen Bornemann och censuren (1908)
- Carl Laurin, Ros och ris (1914)

### Tidskommentarer
- Th. Reinach, Israeliternas historia (1891)
- Sociala grubblerier (1892)
- Vi och våra kläder, med anledning av Gustaf Frödings artiklar (1897)
- Lagens mening, apropå hädelseåtalet mot Knut Wicksell (1908)
- Rösta på Carl XII (1911)
- Ur ett brev tilll en vän på landet (1914)
- Carl IV, ett okonventionellt minnestal vid en statyavtäckning (1917)
- Kejsarord (1915)
- Ett mänskligt dokument (1915)
- Ord, handling, ansvar (1903)
- Litet vårreligion (1909)
- Litet vårpolitik, dansk försvarsiver och svensk (1909)
- Religionspolitik (1909)
- Spökerier (1915)
- Skjaldelønnen (1908)
- Litteraturens fri- och rättigheter, verklighetsskildringens gränser (Enkätsvar, 1911)
- Stipendiefrågan (1912)
- Är romanen dödsdömd? - Borde alla böcker vara anonyma? (Enkätsvar, 1915)
- Teatersvenska (1910)
- Ni-reformens förolyckande (1915)
- Kanning och Staaff, också ett qui pro quo – "något för någon" – (1906)
- En polemik (1914)
- Ett tack (1940)

- Anmärkningar